# LP Kangasala
Lentopalloseura Kangasala est un club finlandais de volley-ball fondé en 1994 et basé à Kangasala, évoluant pour la saison 2019-2020 en LML.

## Palmarès
- Coupe de Finlande
  - Vainqueur : 2012, 2013[2]
  - Finaliste : 2015.
- Championnat de Finlande
  - Finaliste : 2013, 2015.

## Effectifs

### Saison 2020-2021
| No                                       | Nom                                      | Date de naissance                        | Taille                         | Poids                          | Poste                          |
| ---------------------------------------- | ---------------------------------------- | ---------------------------------------- | ------------------------------ | ------------------------------ | ------------------------------ |
| 1                                        | Jody Larson                              | 13 juillet 1995                          | 185                            | 75                             | Réceptionneuse-attaquante      |
| 2                                        | Roosa Heikkiniemi                        | 30 décembre 2000                         | 175                            | 70                             | Réceptionneuse-attaquante      |
| 3                                        | Katja Kylmäaho                           | 21 avril 1994                            | 172                            | 57                             | Passeuse                       |
| 4                                        | Roosa Laakkonen                          | 4 juin 1994                              | 191                            | 77                             | Centrale                       |
| 5                                        | Tiiamari Sievänen                        | 19 juillet 1994                          | 168                            | 58                             | Libero                         |
| 6                                        | Jemina Jäärni                            | 5 février 2001                           | 178                            | 68                             | Réceptionneuse-attaquante      |
| 7                                        | Emmi Jalonen                             | 9 juillet 1997                           | 173                            | 70                             | Passeuse                       |
| 9                                        | Emma Mutka                               | 14 avril 1997                            | 173                            | 60                             | Libero                         |
| 10                                       | Karoliina Friberg                        | 3 février 1994                           | 187                            | 77                             | Centrale                       |
| 11                                       | Salla Karhu                              | 9 avril 1994                             | 179                            | 67                             | Réceptionneuse-attaquante      |
| 13                                       | Ronja Heikkiniemi                        | 3 décembre 1998                          | 182                            | 68                             | Réceptionneuse-attaquante      |
| 18                                       | Taija Tikka                              | 27 juillet 1998                          | 181                            | 74                             | Centrale                       |
|                                          |                                          |                                          |                                |                                |                                |
| Encadrement technique                    | Encadrement technique                    |                                          | Légende                        | Légende                        | Légende                        |
| Entraîneur : Arttu Keränen               | Entraîneur : Arttu Keränen               | Entraîneur : Arttu Keränen               | : Capitaine                    | : Capitaine                    | : Capitaine                    |
| Entraîneur(s) adjoint(s) : Jani Huoponen | Entraîneur(s) adjoint(s) : Jani Huoponen | Entraîneur(s) adjoint(s) : Jani Huoponen | : Joueuse blessée actuellement | : Joueuse blessée actuellement | : Joueuse blessée actuellement |